# Dutch Winter Endurance Series
De Dutch Winter Endurance Series ook bekend als het Winter Endurance Kampioenschap of WEK is een club endurance kampioenschap, dat wordt verreden over de wintermaanden. 
Het Winter Endurance Kampioenschap is een initiatief van CPZ en de stichting DNRT. Aan het eind van het reguliere raceseizoen organiseerde de CPZ de Zandvoort 500. Deze race over 500 kilometer werd in oktober verreden. Het DNRT organiseerde traditioneel in het eerste weekeinde van het nieuwe jaar de Nieuwjaarsrace. Beide evenementen waren succesvol en een uitbreiding naar een Winterserie lag voor de hand. 
Zoals bij lange afstandsraces gebruikelijk, wordt ook hier een auto bemand door meerdere rijders die om beurten plaatsnemen achter het stuur. Voor deelname is een EU racelicentie vereist. Gedurende het het seizoen 2006/2007 verschenen er, bij de races op het circuitpark Zandvoort, gemiddeld 59 auto's aan de start. 
Tot en met het seizoen 2007/2008 was de verdeling van de deelnemende voertuigen als volgt:
- Divisie I   : Toerwagens en GT’s met cilinderinhoud 2000cc en hoger
- Divisie II  : Toerwagens en GT’s met cilinderinhoud 1600cc tot 2000cc
- Divisie III : Diesel met een cilinderinhoud tot 2000cc
- Divisie IV  : BMW Compact 325i compact / 318Ti compact / E30-325i

Vanaf het seizoen 2008/2009 ziet het er als volgt uit:
- Divisie I   : Toerwagens en GT’s met cilinderinhoud 3000cc en hoger
- Divisie II  : Toerwagens en GT’s met cilinderinhoud 2000cc tot 3000cc
- Divisie III : Toerwagens en GT’s met cilinderinhoud 1600cc tot 2000cc
- Divisie IV  : Toerwagens met Dieselmotoren

Tot de deelnemende voertuigen behoren ook auto's die normaal gesproken niet deelnemen aan DNRT races, zoals een BMW 320i WTCC, Suzuki Swift en een BRL Light.
Onder de deelnemers bevinden zich veel bekende Nederlandse coureurs zoals: Jan Lammers, Duncan Huisman, Ho-Pin Tung, Tom Coronel, Tim Coronel, Sandra van der Sloot, Michael Bleekemolen, Jeroen Bleekemolen, Sebastiaan Bleekemolen, Jaap van Lagen en Allard Kalff.

## Kampioenen
| Jaar      | Naam                                        |
| --------- | ------------------------------------------- |
| 2001-2002 | Ronald Morien                               |
| 2002-2003 | Rob Karst, John de Vos                      |
| 2003-2004 | Michael Bleekemolen, Sebastiaan Bleekemolen |
| 2004-2005 | Rob Karst, John de Vos                      |
| 2005-2006 | Steven Gijsen                               |
| 2006-2007 | Marcel Broersma, Rob de Laat                |
| 2007-2008 | Michael Bleekemolen                         |

## Races
Een seizoen bestaat uit vijf races, 4 op Circuit Park Zandvoort en een in Duitsland op de Motorsport Arena Oschersleben.
- Zandvoort 500
- 4 uren van Zandvoort
- Nieuwjaars race
- FinalSix
- 4 stunden von Oschersleben